# Christofer Fjellner
Pour les articles homonymes, voir Fjellner.
Christofer Fjellner, né le 13 décembre 1976 à Västerås, est un député européen suédois. Membre du parti du rassemblement modéré, il fait partie du groupe du parti populaire européen. 